# Lorea Agirre
Lorea Agirre Dorronsoro (Beasain, Guipúscoa, 1968) és una periodista i antropòloga basca, llicenciada en Ciències de la Informació.

## Trajectòria professional
Va col·laborar amb les primeres publicacions de la revista local Goierritarra i Arlote Irratia, ràdio local d'Ordizia on va realitzar sessions sobre literatura. Mentreestudiava periodisme, juntament amb l'equip que formava part de la revista Argia, preparava el suplement “A ze astelehenak” del diari Egin. Al seu torn amb alguns d'aquests companys de la revista Argia, va treballar com a periodista per al recentment estrenat periòdic en basc Euskaldunon Egunkaria, posteriorment anomenat Berria. En l'actualitat és investigadora del centre investigador Sorguneak de la Facultat d'Humanitats i Ciències de l'Educació (HUHEZI) de la universitat Mondragon Unibertsitatea. Ha realitzat recerques sobre el basc, el feminisme i la cultura basca. També ha format part del Consell Basc de Cultura. Des del 2014 és la directora de la revista Jakin. Va ser l'autora del text amagat en el testimoni de la Korrika del 2015.
A més ha col·laborat en el projecte Euskarriak («suports») és un projecte que va néixer de la col·laboració entre Bagera (Donostiako euskaltzaleen elkartea) i Donostia /Sant Sebastià 2016.

## Publicacions

### Llibres
- Rosa Luxemburg (Elkar, 2000)
- Gazteei eta eta kulturari buruzko hausnarketa: Gipuzkoa 2001 (Gipuzkoako Foru Aldundia, 2001)
- Pilotaz egitasmoa (Kutxa Fundazioa, 2002)
- Joxemi Zumalabe. Ipurtargiaren itzal luzea (Euskaldunon Egunkaria, 32002)
- Gezurra ari du. Egunkariaren itxieraren kronika (Alberdania, 2004)
- Hedabideak : euskararen berreskuratzea III (Garabide Elkartea, 2010)
- Haurren aisialdi parte-hartzailea, euskalduna, hezitzailea eta herritarra garatzen (Txatxilipurdi Elkartea, 2015)
- Euskalgintza eta feminismoa : identitateak berreraiki, demokrazia sendotu, boteretze kolektiboa bultzatu eta subalternitate eraldatzaile unibertsalak eraikitzeko proposamen bat (Bat. Soziolinguistika aldizkaria, 2016).

### Articles
- «Herri hezitzailea, eskola herritarra» (Hik Hasi 27, 2013 negua)

### Pròlegs
- Tonucci, Francesco. Haurren hiria: hiria pentsatzeko beste modu bat.  Txatxilipurdi, 2013.